# Смит, Харви Кит
Харви Кит Смит (англ. Harvey Keith Smith; 1936, Финикс — 13 декабря 2012) — американский хоровой дирижёр и органист. Отец Марка Рассела Смита.
Учился в Восточном колледже (Лос-Анджелес) и Университете Южной Калифорнии, в 1974 году получил степень доктора музыки в Аризонском университете, в 1999 году — степень почётного доктора в Университете Большого каньона. Преподавал в нескольких колледжах и школах Финикса, был музыкальным руководителем нескольких церквей.
Известен преимущественно как художественный руководитель и главный дирижёр Финиксского хора мальчиков (1960—1999). Записал с ним альбом «Аллилуйя» (1971), включавший «Рождественские песни» Op. 28 Бенджамина Бриттена и небольшие сочинения других композиторов. Высшим достижением хора под руководством Смита стало участие в 1998 году в мировой премьере Credo Кшиштофа Пендерецкого на Орегонском баховском фестивале (дирижёр Хельмут Риллинг) — сделанная на фестивале запись получила в 2000 году премию «Грэмми» за лучшее хоровое исполнение. Как органист записал альбом псалмов «Мой Бог и я» с басом Сесилом Джонсоном.